# Nyiszli Miklós

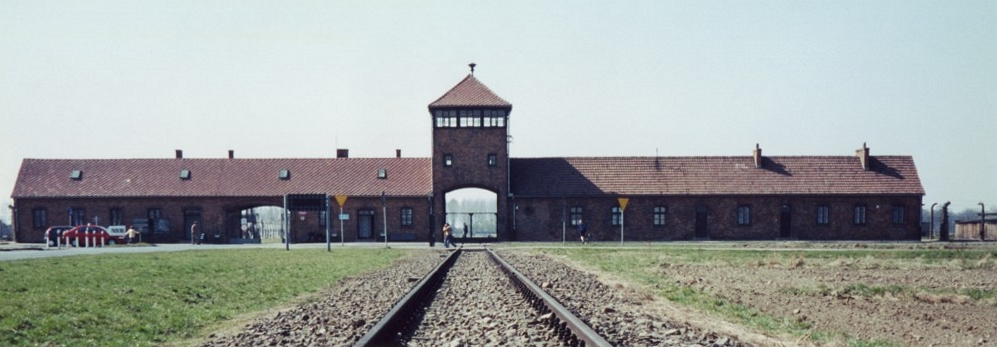
Az auschwitzi láger bejárata

Nyiszli Miklós (Szilágysomlyó, 1901. június 17. – Nagyvárad, 1956. május 5.) orvos, író, memoáríró.

## Életútja
Középiskoláit is szülővárosában végezte, majd orvosi tanulmányait Kolozsvár, Berlin és Kiel egyetemein folytatta. 1929-ben nyerte el doktori diplomáját az akkor még német Boroszló Friedrich Wilhelm Egyetemén mint kórbonctani szakorvos. 1930–1937 között előbb Nagyváradon volt általános orvos, majd 1937–1941 között Felsővisón és 1942–1944 között Szaploncán. 1944 májusában Auschwitzba deportálták, ahol Dr. Josef Mengele boncolóorvosa lett. 1945 januárjában Auschwitz felszámolásakor egyike volt annak a 66 000 rabnak, akiket erőltetett menetben Németországba deportáltak. Az ebenseei táborban érte a felszabadulás.1949–1950-ben Nagyváradon üzemi, majd 1951-től haláláig kórházi orvos volt.
Kohn Hillel így jellemzi: „… az orvos józan, tudományos hangján túl az ember szól hozzánk. Olyan ember, akit a látottak orvosból íróvá avattak: legmélyebb emberi tragikumot figyelő és lejegyző, az átélteket képekben rögzítő íróvá.”

## Munkássága
1946-ban saját kiadásában Nagyváradon jelentette meg Dr. Mengele boncoló orvosa voltam az auschwitzi krematóriumban című visszaemlékezéseit a haláltábor borzalmairól.
1947-ben vallomása a budapesti Világban folytatásokban is megjelent Az auschwitzi pokol cím alatt.
A nemzetiszocialista háborús bűnösök ellen folyó nemzetközi per során Nürnbergben az I. G. Farbenindustrie vétkes vezetőivel szembesítették (17 tárgyaláson volt jelen), s erről a szerepéről 1948-ban Tanú voltam Nürnbergben című cikksorozatában számolt be, ugyancsak a Világban.
1964-ben és 1968-ban Orvos voltam Auschwitzban címmel megjelent könyvének újabb, posztumusz magyar kiadásaiban és az 1965-ös és 1971-es román fordításban kiegészítésképpen megjelentek Nürnbergben tett tanúságtételének részletei is.
A háborús bűnöket leleplező munka mint a láger- és börtönirodalom nagy érdeklődést kiváltó alkotása nemzetközi pályát futott be. A német és francia sajtó részleteket közölt belőle, majd hamarosan a könyv is megjelent New Yorkban angolul, ahol három kiadást ért meg.
- 1975-ben lengyelre és franciára fordították le,
- 1975-ben Rio de Janeiróban spanyolul,
- 1982-ben Londonban ugyancsak angolul,
- 1982-ben szerbhorvát nyelven,
- 1988-ban Tel-Avivban héberül,
- 1988-ban németül Kölnben adták ki.

A nagyvilág visszhangját a szerző nem érte meg, szívinfarktusban halt meg 54 évesen.

## Magyarul megjelent művei
- Dr. Mengele boncolóorvosa voltam az Auschwitz-i krematóriumban; Nyiszli Miklós, Nagyvárad, 1946
- Dr. Mengele boncolóorvosa voltam az Auschwitz-i krematóriumban; Világ, Bp., 1947
- Orvos voltam Auschwitzban; bev. Méliusz József, jegyz. Aszódy János; Irodalmi, Bukarest, 1964
- Dr. Mengele boncolóorvosa voltam; utószó Stefan Niemayer; Merényi, Bp., 1997
- Dr. Mengele boncolóorvosa voltam az auschwitz-i krematóriumban; Magvető Kiadó, Bp., 2004
- Dr. Mengele boncolóorvosa voltam az auschwitz-i krematóriumban; szerk., bev., jegyz. Vági Zoltán; 2. bőv. kiad.; Magvető Kiadó, Bp., 2016 (Tények és tanúk 122.), ISBN 9789631434651